# Coro del amanecer (ornitología)
El coro del amanecer ocurre cuando los pájaros cantan al comienzo de un nuevo día.  En los países templados, es más notable en primavera cuando las aves defienden un territorio de reproducción, intentan atraer una pareja o invocan el rebaño.  En un lugar dado, es común que diferentes especies hagan su amanecer cantando en diferentes momentos.  Según un estudio realizado en el bosque ecuatoriano, las aves que se posan más cerca de la copa y aquellas con ojos más grandes tienden a empezar su canto antes.  Esta correlación puede ser causada por la cantidad de luz percibida por el ave.
Moller utilizó una reproducción del cantar de la collalba negra (Oenanthe leucura) para investigar sus efectos en el comportamiento tanto de sus congéneres como en miembros de otras especies, demostrando una mayor proporción del canto en ambos grupos en respuesta. Moller sugirió que el coro del amanecer (y del crepúsculo)  puede ser aumentado por facilitación social.
En algunas zonas donde hay una gran población de pájaros vocales, el sonido del coro del amanecer puede llegar a complicar seriamente dormir al alba.

## Día Internacional del Coro del Amanecer
El Día Internacional del Coro del Amanecer se celebra todos los años el primer domingo de mayo. Se anima al público general a levantarse temprano, a tiempo de oír el coro en eventos organizados. El primero de estos eventos fue celebrado en   Moseley Bog en Birmingham, Inglaterra, en 1984, y fue organizado por la Urban Wildlife Trust (ahora Wildlife Trust for Birmingham and the Black Country).

## Nueva Zelanda
Exploradores tempranos y colonizadores europeos notaron que el bosque de Nueva Zelanda tenía un coro del amanecer particularmente ruidoso. Tristemente, debido a la extensa pérdida de bosques y la introducción de pájaros depredadores y especies competitivas como las avispas, ya no es el caso. El bellbird y el tui son dos de los pájaros que formarían parte del coro dada su llamada vocal y melodiosa.
En el Reino Unido el coro puede llegar a empezar a las tres de la mañana a principios de verano. Las especies más oídas son las siguientes, en orden de comienzo del canto:
- Mirlo
- Petirrojo
- Chochín euroasiático
- Cárabo común
- Pinzón
- Faisán común
- Currucas, incluyendo al blackcap, mosquitero común, curruca mosquitera y mosquitero musical
- Tordo cantor
- Finchada verde
- Acentor común
- Jilguero

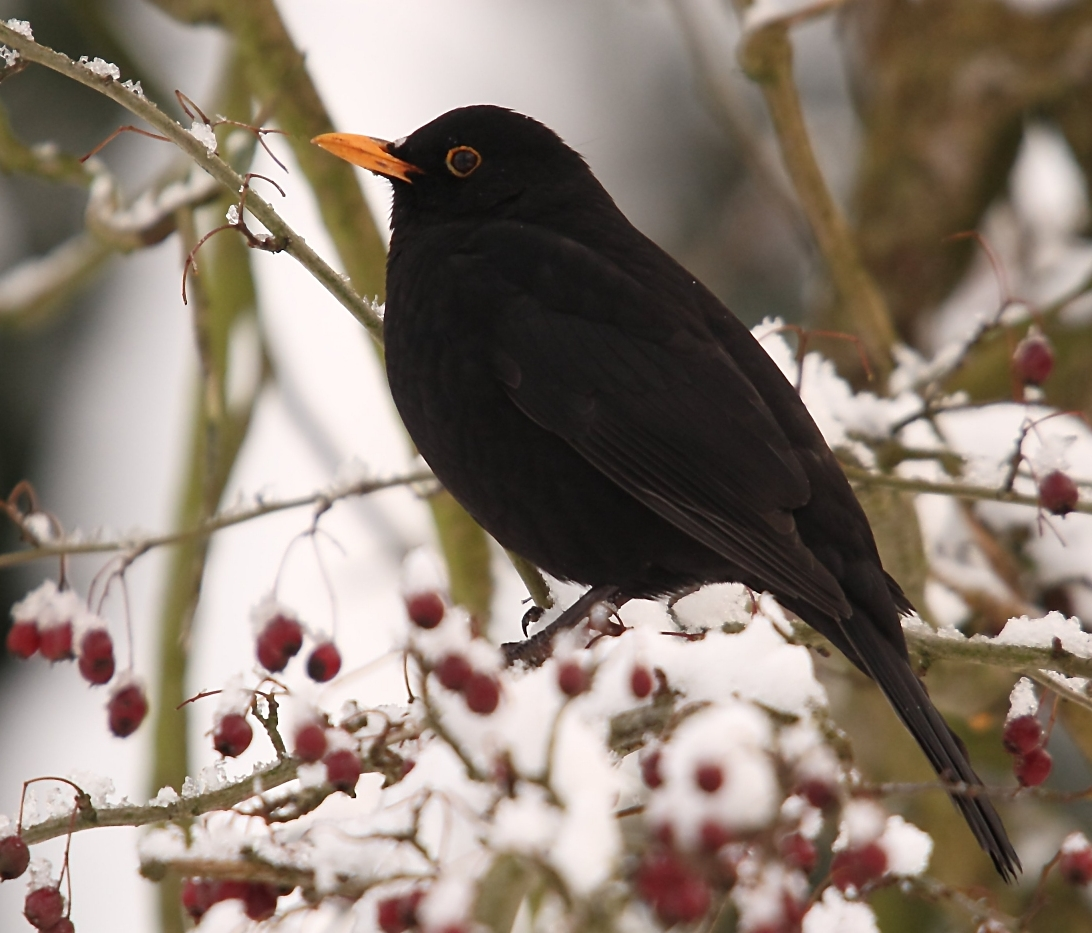
Mirlo común
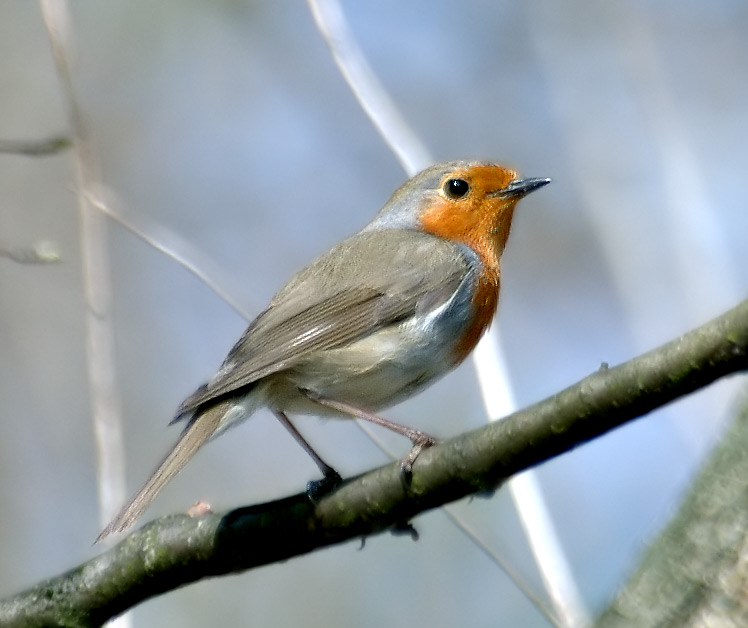
Robin europeo
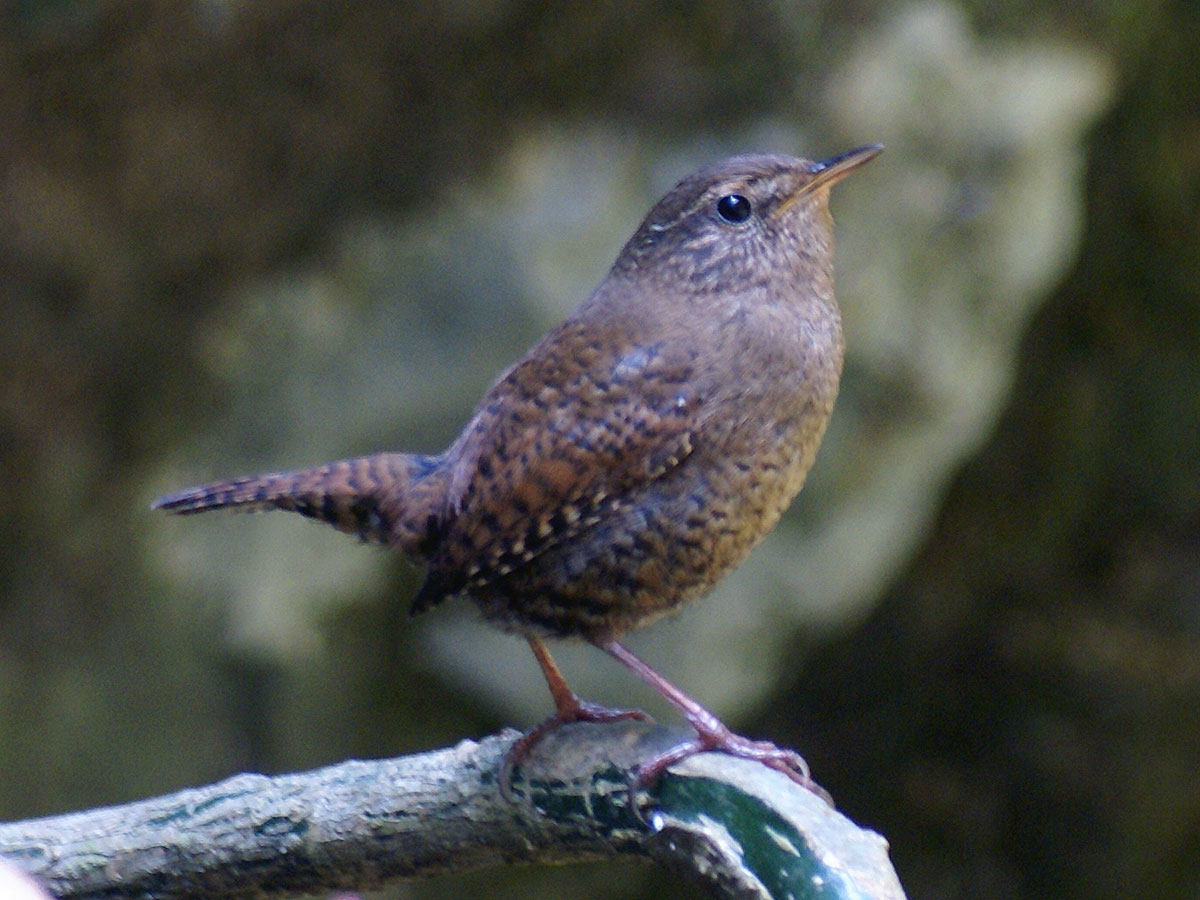
Eurasian wren
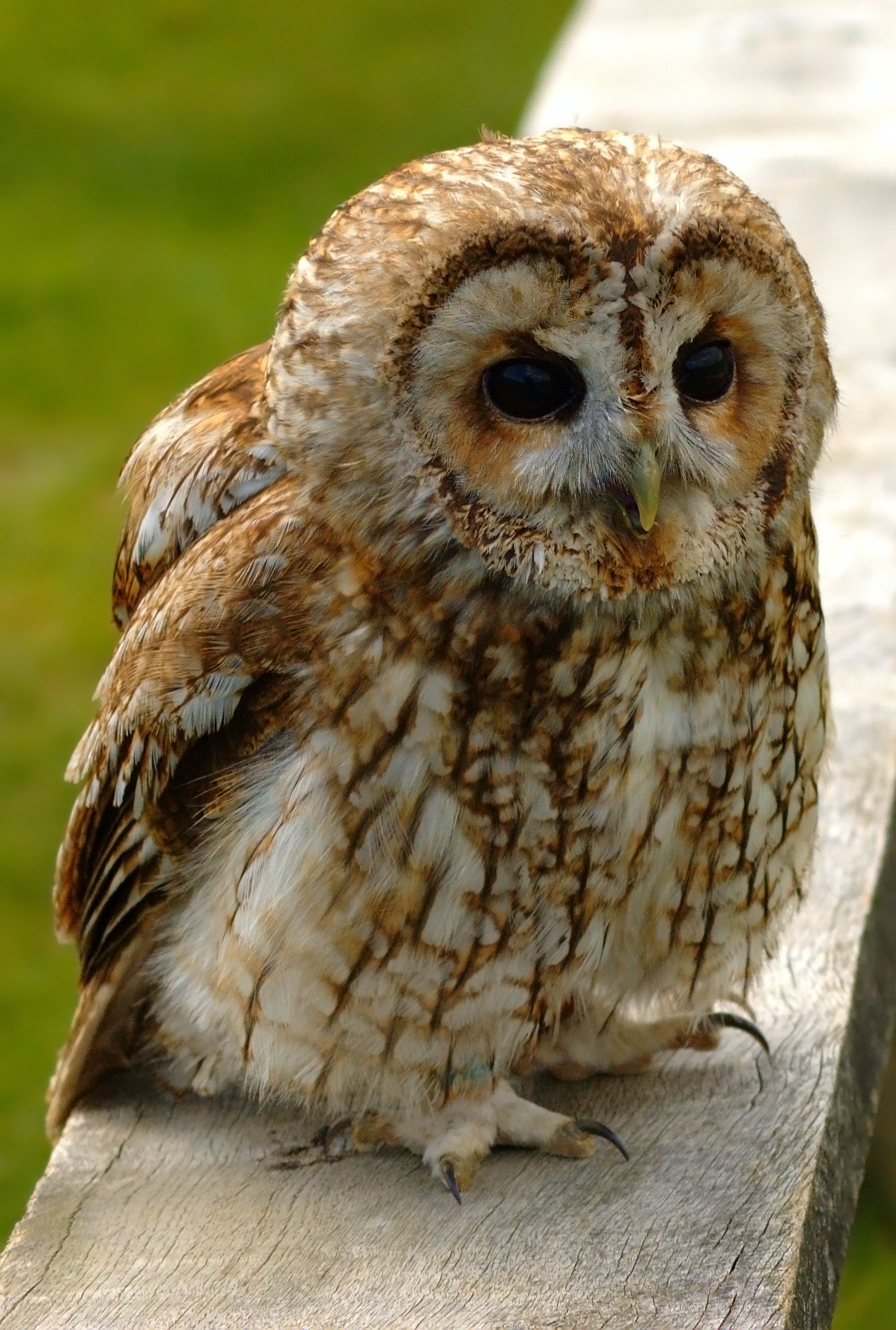
Búho Tawny
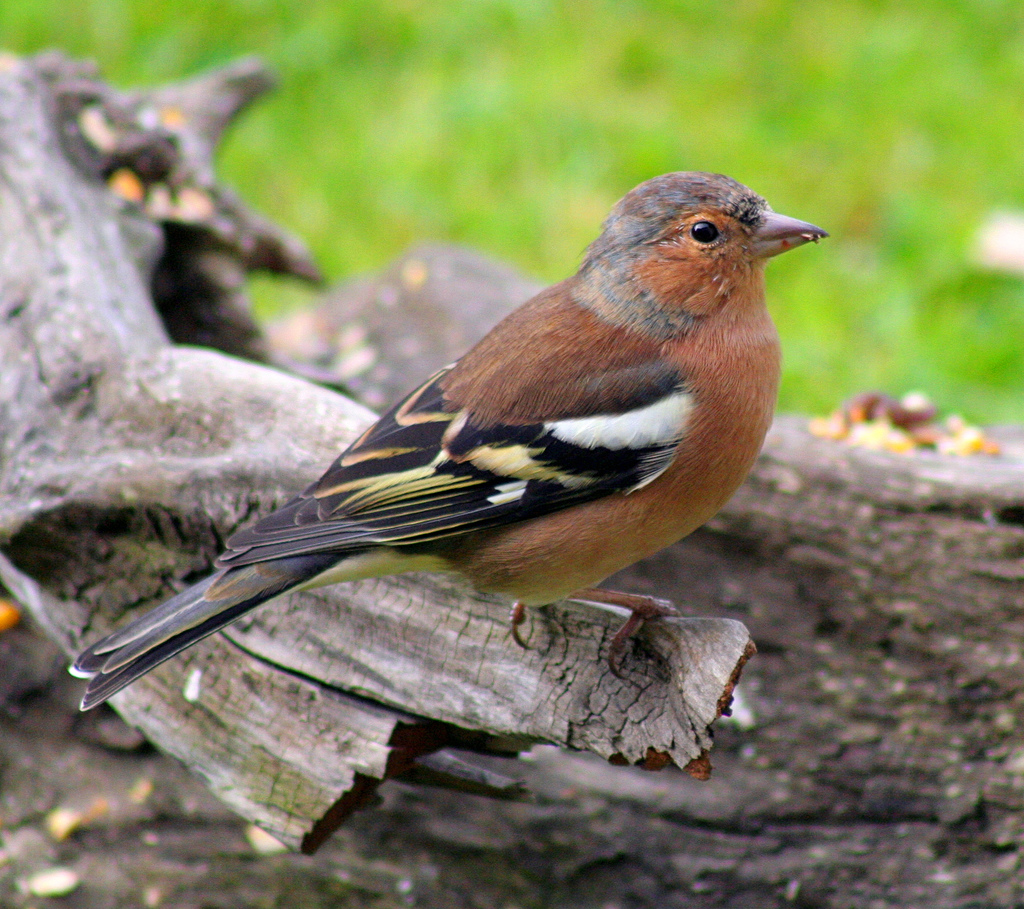
Chaffinch común
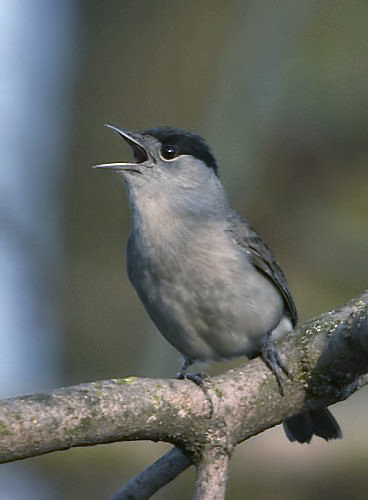
Blackcap
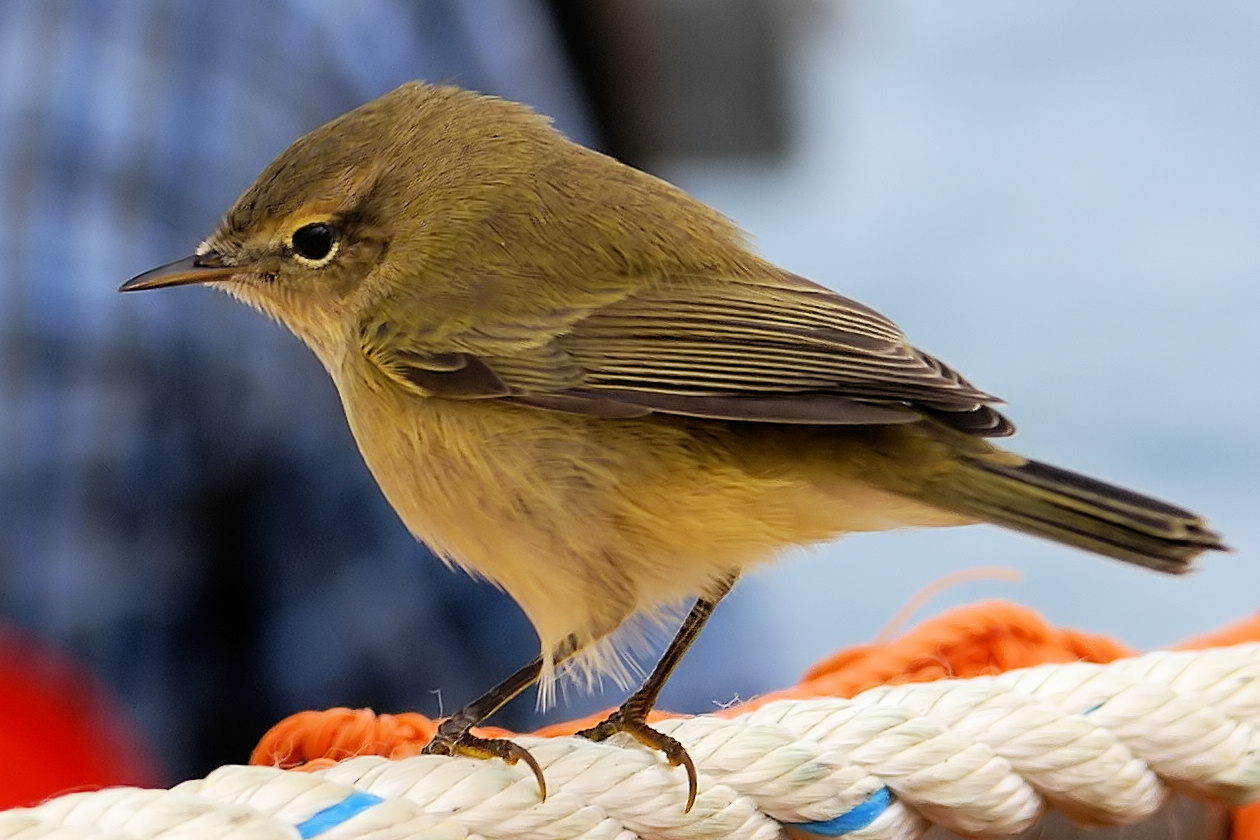
Chiffchaff
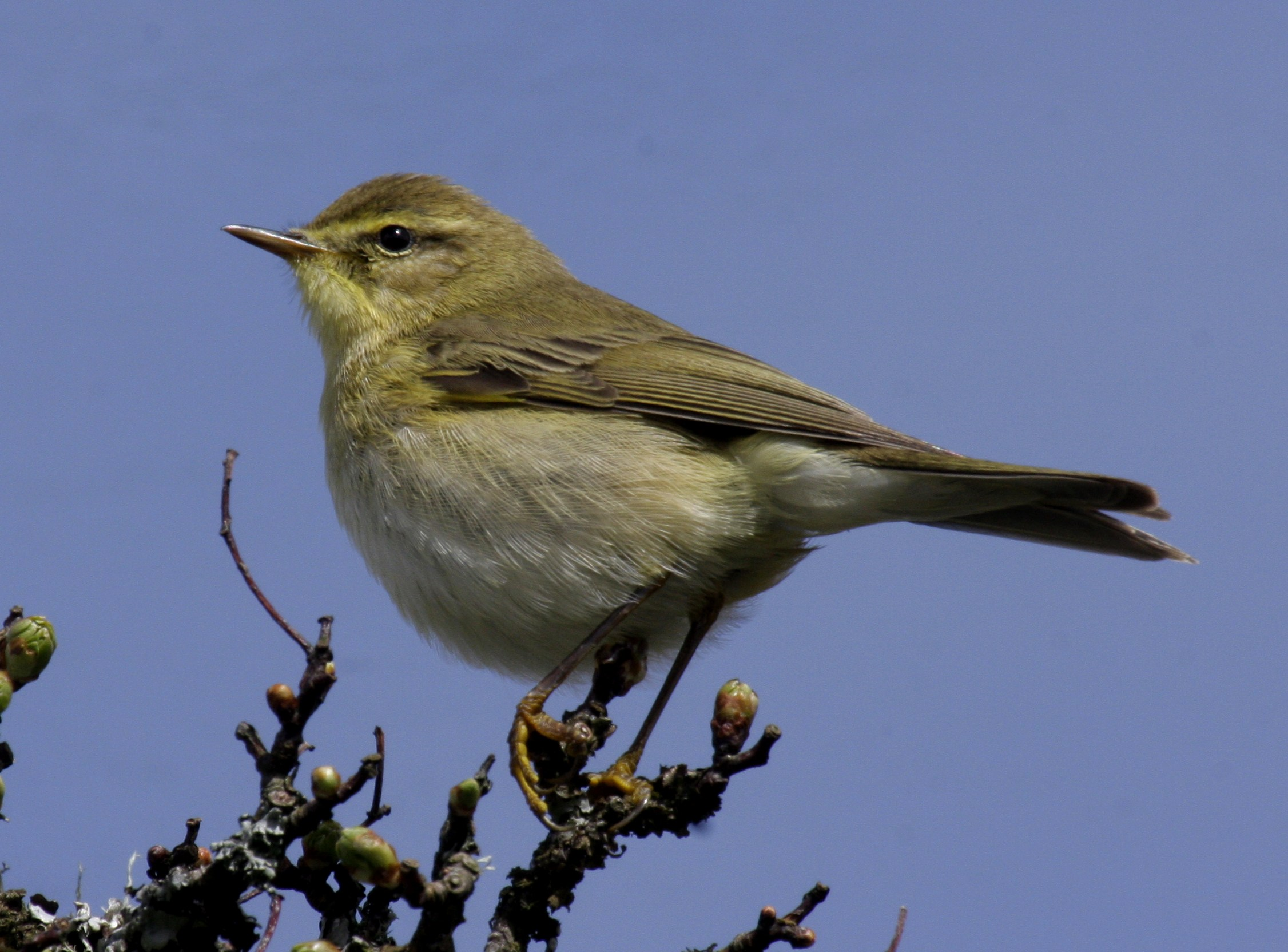
Willow warbler
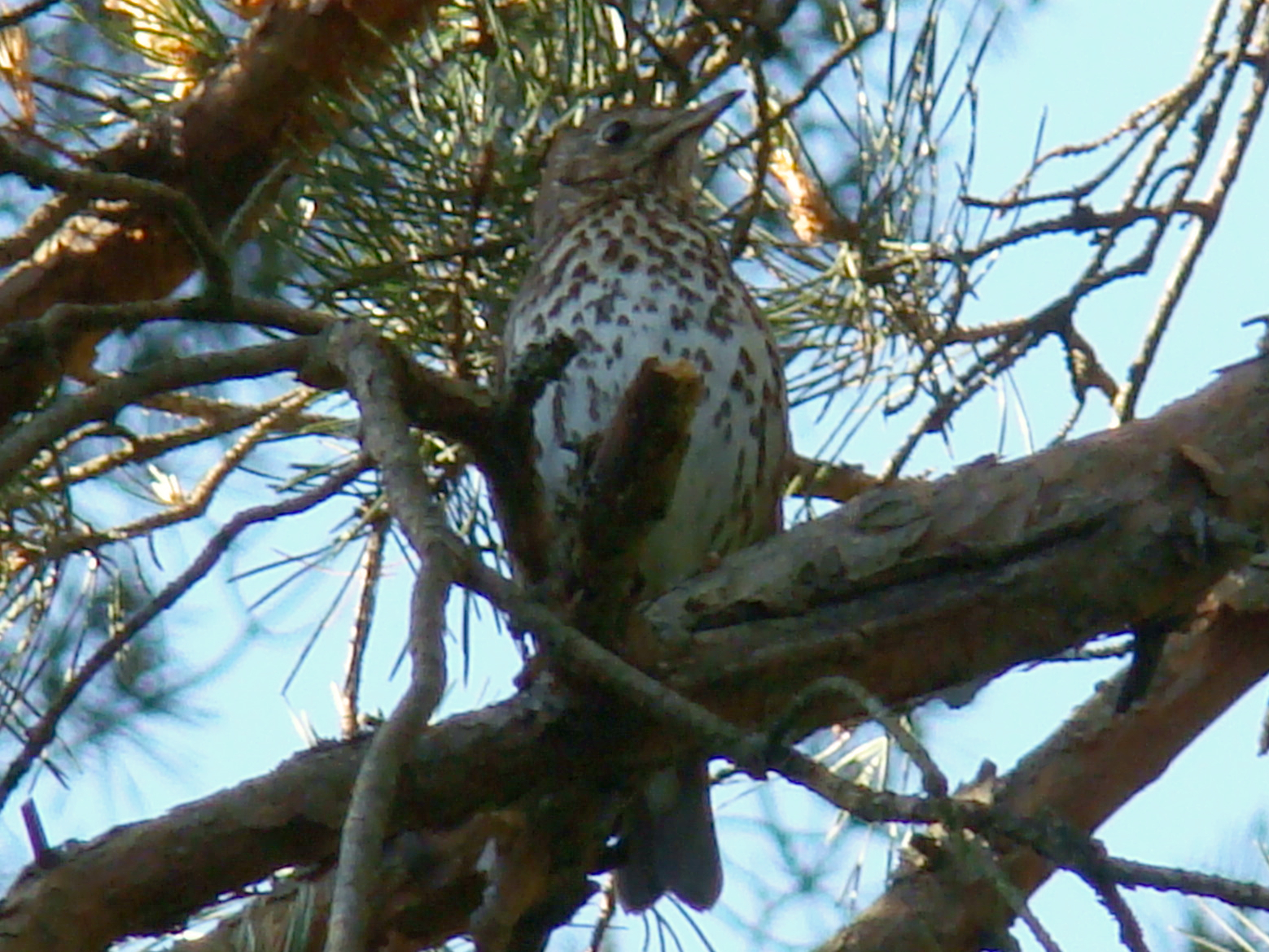
Zorzal común
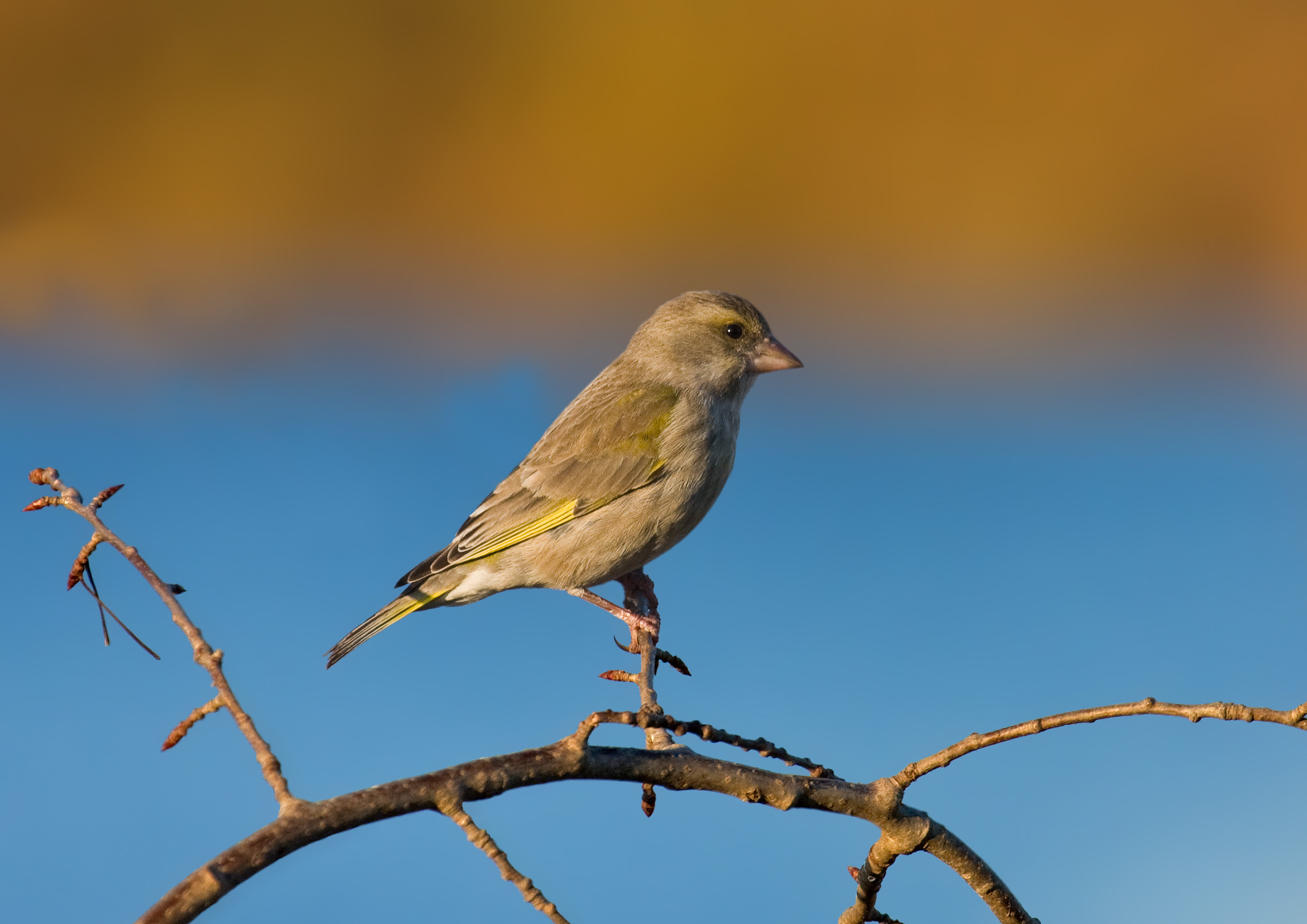
Verderón
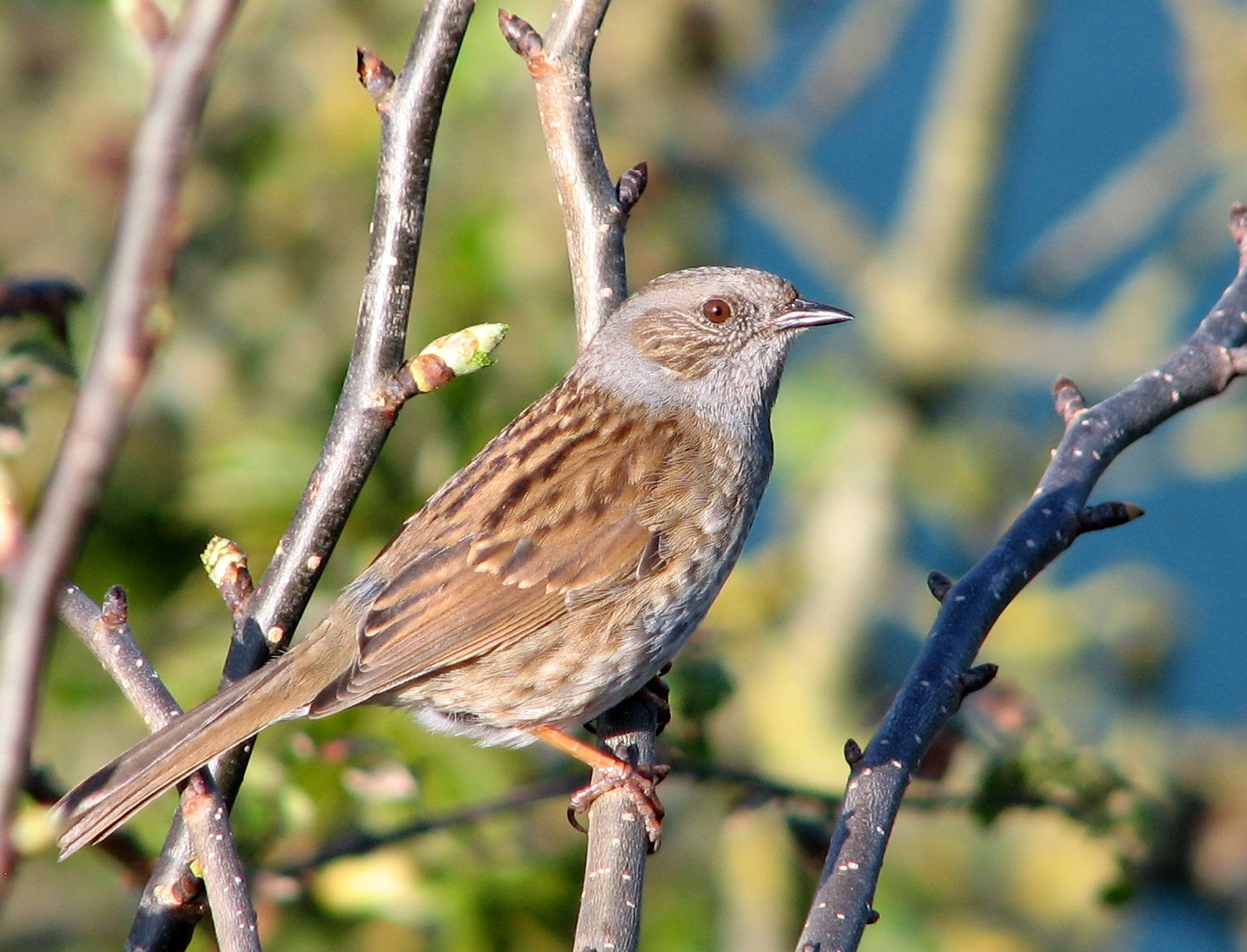
Dunnock
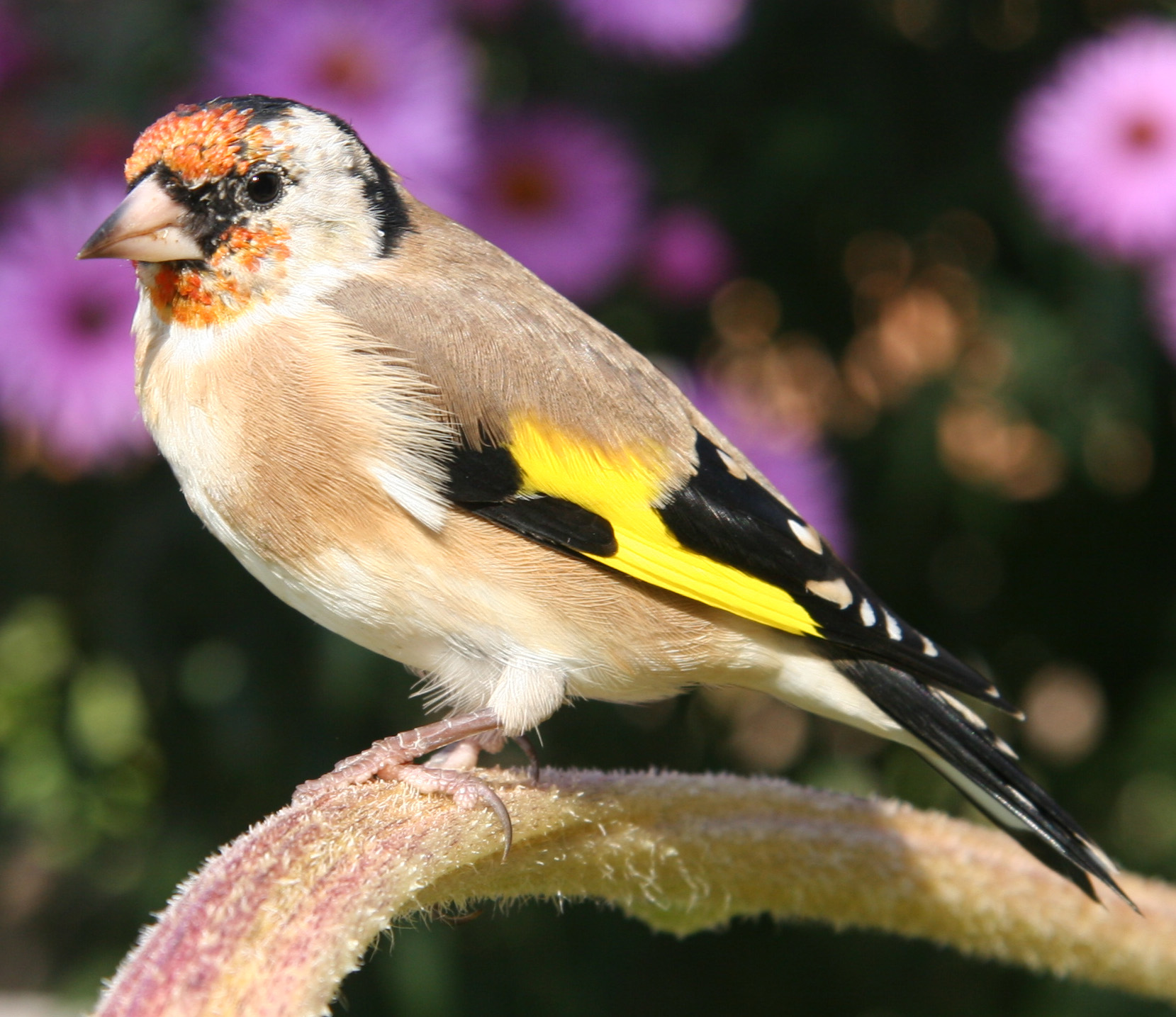
Goldfinch

## En otras especies
Varias especie de primates realizan temprano por la mañana una exhibición territorial audible. Estos incluyen el Cercopithecus lomamiensis, el  Alouatta caraya (que pueden ser oídos hasta una distancia de 5 km) y el Colobus guereza.